# Horst Tomayer
Horst Tomayer appelé quelquefois Hotte Tomayer (né le 1er novembre 1938 à Asch, Troisième Reich (aujourd'hui Aš, République tchèque) et mort le 13 décembre 2013 à Hambourg) est un poète, chroniqueur et acteur allemand.

## Biographie
Après un apprentissage comme un vendeur d'assurance, Tomayer se décrit comme objecteur de conscience, artiste de rue, informateur "nul" pour la Stasi, stagiaire auprès de Wolfgang Neuss, éditorialiste avec Stefan Aust dans le St. Pauli-Nachrichten (de) et acteur dans de multiples soap operas.
Dans les années 1970, il écrit à côté des chroniques pour la radio, notamment l'émission Kritisches Tagebuch (de) diffusée sur WDR.
Comme collaborateur au mensuel Konkret, il fait dans les années 1980 de nombreux conservations téléphoniques en secret avec de hauts fonctionnaires, hommes d'affaires, des dignitaires où il obtient de leur part, en se faisant passer pour un réactionnaire "typiquement bavarois", des déclarations étonnantes qui paraissent dans le magazine. Ainsi une conservation entre l'imitateur de Luis Trenker et l'écrivain Ernst Jünger est reprise dans de nombreux journaux sans qu'il soit dit qu'il s'agit d'une blague de Horst Tomayer.
Sa chronique Tomayers ehrliches Tagebuch commence en 1982 dans Konkret.
Tomayer est aussi comédien, il joue de nombreux seconds rôles au cinéma et à la télévision, notamment la série de films Otto, la série télévisée Tierarzt Dr. Engel (de).

## Œuvre
- Neuss' Testament. (avec Wolfgang Neuss). Rowohlt (1966)
- Lachend in die 80er? Berlin : VSA, 1976
- Tomayers deutsche Gespräche. Konkret Literatur Verlag (1987),  (ISBN 3922144373)
- Endlich. Postrevolutionäre Kunst im IV. Reich. (avec Ernst Kahl, Wiglaf Droste et Max Goldt). Maison d'édition : Neue Gesellschaft für Bildende Kunst (1990),  (ISBN 3926796138)
- Hirnverbranntes und Feinziseliertes. Zinnober Verlag, Hamburg (1990),  (ISBN 3893150080)
- Die Stunde der Männertränen Berlin : Ed. Tiamat, 1995
- Tomayers ehrliches Tagebuch. Konkret Literatur Verlag (1996),  (ISBN 3-930786-07-9)
- German Poems. Édition Nautilus (2002),  (ISBN 3894013419)